# Браун, Элизабет Айона
Элизабет Айона Браун (англ. Elizabeth Iona Brown; 7 января 1941, Солсбери (Англия) — 5 июня 2004) — британская скрипачка и дирижёр.

## Биография
Дочь органиста и скрипачки; все четверо детей в семье стали музыкантами-профессионалами (сестра — альтистка, братья — пианист и трубач).
Училась в Лондоне у Хью Магуайра, затем в Брюсселе у Карло ван Несте и в Риме у Реми Принчипе; брала также частные уроки у Генрика Шеринга.
В 1963—1966 годах играла в оркестре Philharmonia.
В 1964—1980 годах в камерном оркестре Академия Святого Мартина в полях, сперва как скрипачка, а с 1974 года также и как второй дирижёр; в дальнейшем также постоянно выступала с оркестром как приглашённый дирижёр.
В 1960-е годы играла также в составе Кремона-квартета.
В 1981—2000 годах разделяла с Терье Тённесеном руководство Норвежским камерным оркестром, в 1987—1992 годах одновременно возглавляла Лос-Анджелесский камерный оркестр.
В 1998 году из-за прогрессирующего артрита Браун завершила карьеру инструменталиста, исполнив на прощание с Токийским филармоническим оркестром сочинение Ралфа Воан-Уильямса «Воспаряющий жаворонок».
В последние годы жизни руководила Симфоническим оркестром Южной Ютландии. Помимо прочего, Браун славилась блестящим выбором концертных платьев.
Среди многочисленных записей Браун —
«Времена года» Вивальди (дважды), 
Концертная симфония Моцарта (трижды, с разными альтистами),
все скрипичные концерты Моцарта,
Второй концерт Бартока (с оркестром Philharmonia под управлением Саймона Рэтла).
Как дирижёр Браун записала, в частности, с Академией Святого Мартина в полях четыре моцартовских концерта для валторны с оркестром, партию валторны исполнял её брат Тимоти Браун.
Невилл Марринер, многолетний руководитель Браун по Академии Святого Мартина в полях, написал о ней после её смерти от рака:

В Айоне воплотилась вся сущность музыкального стиля Академии.
Как скрипачка она соединяла романтическое движение с теплотой и страстностью, в раннем репертуаре выказывала изощрённое изящество, сохраняя исполнительские конвенции XVIII века и при этом не засушивая музыку.
Она была источником вдохновения для нескольких поколений музыкантов оркестра, хотя высота её технической и эстетической требовательности разбила несколько амбициозных натур, а личное обаяние — несколько сердец.
Ненавидя самолёты, она путешествовала по музыкальному миру со всей полнотой отваги; отдавая дань вину, неукоснительно берегла достоинство и фигуру; как соратнику и партнёру ей если и не хватало чего, то разве что капельки бездействия.
Она была подлинной звездой.

## Награды
| Командор ордена Заслуг |